# Yavatmal
Yavatmal este un oraș în India.